# 快把我哥带走 (电影)
《快把我哥带走》（英語：Go Brother!），是一部于2018年上映的青春喜剧电影。本片改编自漫画家幽·灵姐妹的同名漫画《快把我哥带走》，由张子枫、彭昱畅、赵今麦主演，2018年8月17日于中国大陆上映。

## 情节
初中女生时秒经常被哥哥时分捉弄，因而并不喜欢他。时秒父母的关系也濒临破裂，哥哥对此却好像不以为意，这让时秒对他更加不满。平日时秒常和闺蜜妙妙商量对策，想修复父母的关系，但几次尝试都不成功。一天时秒对哥哥的不满终于爆发，在生日时许愿有人能将哥哥带走。谁料愿望成真，第二天当她醒来时，发现时分已经成了妙妙的哥哥，而哥哥从前的所作所为的意图也终于对她显现出来。

## 演员列表

### 主要演员
| 演员姓名 | 角色名称    | 介绍                                                             |
| 张子枫   | 时秒        | 女主角，時分的妹妹，後來許願成為了單身子女，喜歡開心哥           |
| 彭昱畅   | 时分/苗时分 | 男主角，時秒的哥哥，後來因時秒許願，成為了妙妙的哥哥，還改姓苗。 |

### 其他演员
| 演员姓名 | 角色名称 | 介绍 |
| 赵今麦   | 苗妙妙   |      |
| 孙泽源   | 甄开心   |      |
| 周翊然   | 万岁     |      |
| 刘冠毅   | 万幸     |      |
| 姜宏波   | 时秒妈妈 |      |
| 徐光宇   | 时秒爸爸 |      |
| 陳希聖   | 警察     |      |

## 电影歌曲
| 曲序 | 曲目                   |              | 作曲   | 演唱         |
| ---- | ---------------------- | ------------ | ------ | ------------ |
| 1.   | 陪我长大（主题曲）     | 徐良         | 刘颜嘉 | 段奥娟       |
| 2.   | 写给妹妹的歌（主题曲） | 汪苏泷、徐良 | 徐良   | 汪苏泷、徐良 |
| 3.   | 快把我带走（推广曲）   | 郭申生       | 郭申生 | 彭昱畅       |